# 屏東鐵線蓮
屏東鐵線蓮（學名：Clematis akoensis）为毛茛科鐵線蓮屬下台灣特有種，分佈於恆春半島及台東縣南部低海拔800公尺以下地區，林緣向陽處。其俗名有大渡氏女萎、大渡氏牡丹藤、大渡氏鐵線蓮、恆春大蓼、長萼女萎、阿猴仙人草等。花期為11月-2月、果期為12-三月。

## 命名
此種由Hayata於1911年命名。
種小名akoensis為屏東之意，取自屏東市古地名阿猴，該地原為平埔族阿猴社聚落。其他種小名為akoensis者尚有屏東鐵莧(Acalypha akoensis)、屏東朝顏(Argyreia akoensis)、屏東木薑子(Litsea akoensis)、內苳子(Lindera akoensis)等。
學名在台灣曾出現多種異名使用分別為:
Clematis owatarii Hayata, Materials for a flora of Formosa 17. 1911.  (Mat. Fl. Formos.)
Clematis dolichosepala Hayata, Icones Plantarum Formosanarum 3: 1. 1913.  (Icon. Pl. Formos., 台灣植物圖譜)
Clematis owatarii  Hayata var. dolichosepala (Hayata) C. H. Hsiao, J. Forst. Chiayi Inst. Agr. 8: 54. 1979.  (嘉義農專學報)

## 形態[2][3][6]
在台灣有的鐵線蓮屬中種間鑑定特徵為:攀緣藤本；葉柄基部不癒合亦不膨大；小葉尖端鈍；小葉尖端無尖凸。

### 莖
多年生木質藤本，成熟時呈暗紅色、具溝槽、無毛。

### 葉
羽狀複葉，葉柄卷鬚，小葉5，有時3，2.2-7.4厘米長，1.5-5.4厘米寬，三角形或闊橢圓形，先端鈍，疏鋸齒緣，稀全緣，光滑，5出脈。

### 花
聚繖花序，有時單花腋生，花直徑35-75毫米，白粉色，萼片常6；花絲多數，新鮮時藍色。

### 果
果4.0-4.8厘米長，瘦果長5-8毫米，狹卵形或橢圓形，橫向壓縮，黃棕色或紅棕色，具白色茸毛。

## 園藝
屏東鐵線蓮雖然在野外分布的族群數量不多，但作為台灣原生種鐵線蓮中少數具有藍色花絲的種類，屏東鐵線蓮因此受到廣大園藝栽培者的喜愛，已有種苗業者大量繁殖做為園藝作物販售。

## 扩展阅读
- 維基物種上的相關：屏東鐵線蓮